# مستخفيات
المستخفية أو كريبتوكوكوس (بالإنجليزية: Cryptococcus) هو جنس من الفطريات ينتمي إلى فصيلة الكريبتوكوكوسية (Cryptococcaceae)، ويشمل أنواعاً من الخمائر بالإضافة إلى أنواع خيطية الشكل. كانت الأشكال الجنسية الخيطية، أو ما يُعرف بالتيلومورف تُصنَّف سابقاً ضمن جنس فيلوبازيديلا، في حين كان يُحتفظ باسم كريبتوكوكوس للأنواع الخميرية فقط. وقد أُعيد تصنيف معظم الأنواع الخميرية التي كانت تُنسب سابقاً إلى جنس كريبتوكوكوس إلى أجناس فطرية أخرى. بعض أنواع كريبتوكوكوس تسبب مرضاً يُعرف باسم داء المستخفيات.

## التصنيف
وُصف جنس المستخفية لأول مرة عام 1901 على يد عالم الفطريات الفرنسي جان بول فويلمان [الإنجليزية]، وذلك عندما أخفق في العثور على الأبواغ الزقية المميزة لجنس الخميرة السكرية ضمن الخميرة التي كانت تُعرف سابقًا باسم المستخفية المورمة.
عقب ذلك، أُضيف أكثر من 300 اسم آخر إلى جنس المستخفيات، لكن معظمها أُلغي لاحقًا نتيجة للأبحاث الجزيئية المستندة إلى التحليل التفرعي لتسلسلات الحمض النووي. وبناءً على هذه النتائج، بات هناك نحو عشرة أنواع فقط تُعترف بها حاليًا ضمن جنس مستخفيات.
أما الشكل الجنسي (التيلومورف) فقد وُصف لأول مرة عام 1975 بواسطة الباحثة كاي. جي. كوان-تشونغ، التي تمكّنت من الحصول على مزارع للسلالة النموذجية عبر تزاوج سلالات مختلفة من خميرة المستخفية المُورِّمة. وقد لاحظت وجود باسيـديات تُشبه تلك الموجودة في جنس فيلوباسيديوم، وهو ما دفعها إلى إطلاق اسم فيلوباسيديلا على الجنس الجديد.
وبعد التعديلات التي أُدخلت على القانون الدولي لتسمية الطحالب والفطريات والنباتات، أُلغي العمل بالممارسة السابقة التي كانت تُجيز منح أسماء مختلفة للأشكال الجنسية وغير الجنسية  للفطر نفسه، وبذلك أصبح اسم فيلوباسيديلا مرادفًا لاسم مستخفيات، الذي يتمتع بأولوية أقدم في التسمية.